# Retrocitomyia fluminensis
Retrocitomyia fluminensis är en tvåvingeart som beskrevs av Guilherme A.M.Lopes 1985. Retrocitomyia fluminensis ingår i släktet Retrocitomyia och familjen köttflugor. Inga underarter finns listade i Catalogue of Life.